# Salmo 95

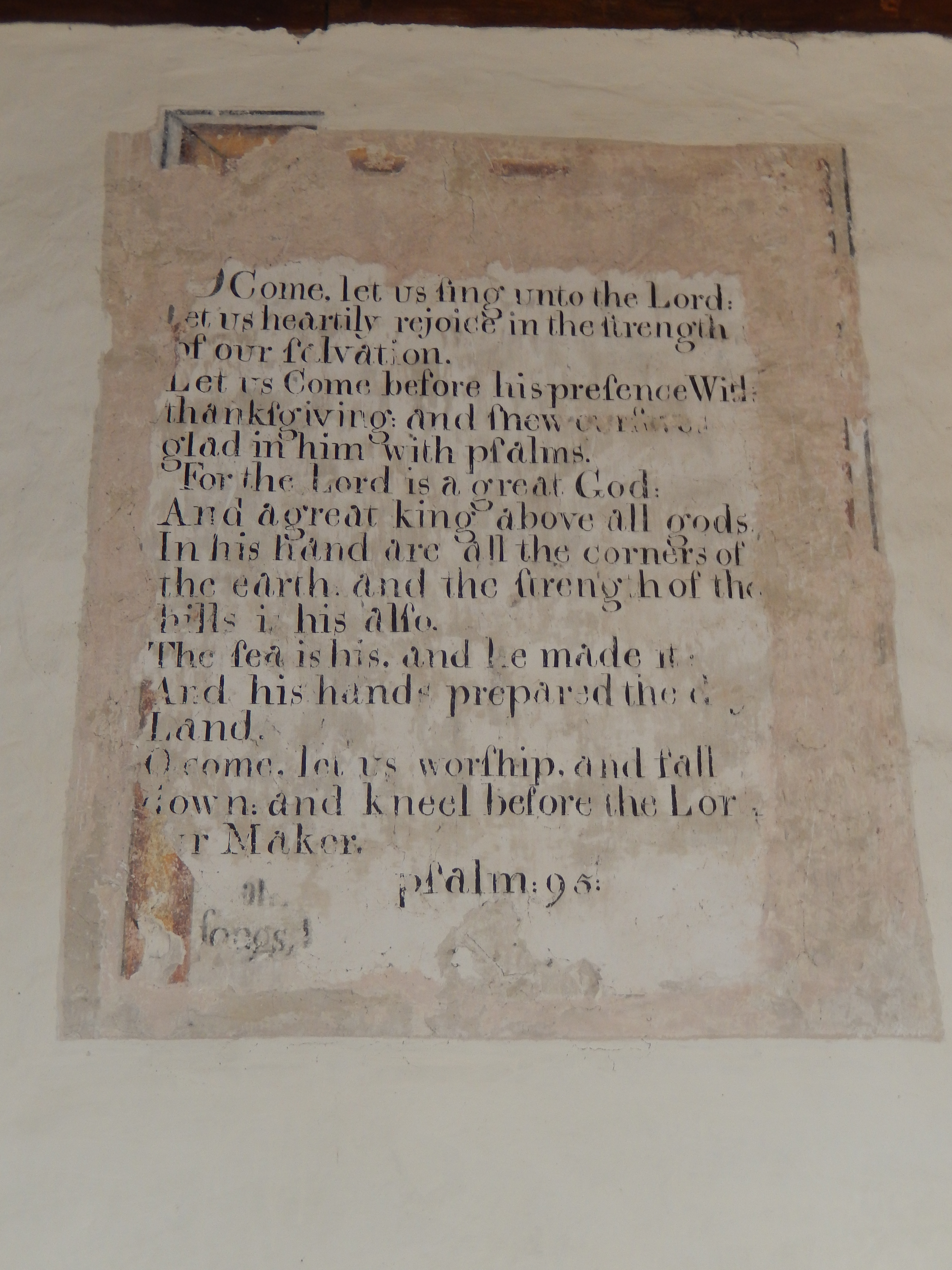
Text of Psalm 95 at St James' Church, Bramley

El Salmo 95 es el 95.º salmo del Libro de los Salmos, que comienza en inglés en la versión de la Biblia del rey Jacobo: «Venid, cantemos al Señor; aclamemos con júbilo a la roca de nuestra salvación». El Libro de los Salmos comienza la tercera sección del Tanaj (la Biblia hebrea) y, como tal, es un libro del Antiguo Testamento cristiano. En el sistema de numeración ligeramente diferente de la versión griega Septuaginta de la Biblia, y en la latina Vulgata, este salmo es el «Salmo 94». En latín, se conoce como «“Venite exultemus”» o simplemente «“Venite”». El salmo es un salmo himno, uno de los Salmos reales, que alaba a Dios como el Rey de su pueblo. El Salmo 95 no identifica a ningún autor, pero Hebreos 4:7 lo atribuye a David. La Vulgata también nombra a David como autor.
El salmo forma parte habitual de las liturgias judía, católica, luterana, anglicana y otras liturgias protestantes, en particular como invitatorio en las liturgias diarias.  Ha inspirado himnos como «Kommt herbei, singt dem Herrn», y ha sido musicado por Thomas Tallis, Heinrich Schütz y Felix Mendelssohn, entre otros.

## Texto
La siguiente tabla muestra el texto hebreo del Salmo con vocales junto con una traducción al inglés basada en la traducción de la JPS 1917, ahora en el dominio público.
La siguiente tabla muestra el texto en hebreo, español y griego del salmo con vocales, junto con el texto en griego koiné de la Septuaginta y la traducción al español de la Biblia del Rey Jacobo. Tenga en cuenta que el significado puede diferir ligeramente entre estas versiones, ya que la Septuaginta y el texto masorético provienen de tradiciones textuales diferentes. En la Septuaginta, este salmo está numerado como Salmo 94.
| #  | En hebreo                                                   | En español | En griego |
| -- | ----------------------------------------------------------- | --- | --- |
| 1  | לְ֭כוּ נְרַנְּנָ֣ה לַיהֹוָ֑ה נָ֝רִ֗יעָה לְצ֣וּר יִשְׁעֵֽנוּ׃                           | Venid, cantemos al Señor; cantemos con alegría a la roca de nuestra salvación.                                                          | Αἶνος ᾠδῆς τῷ Δαυΐδ. - ΔΕΥΤΕ ἀγαλλιασώμεθα τῷ Κυρίῳ, ἀλαλάξωμεν τῷ Θεῷ τῷ Σωτῆρι ἡμῶν·                                                  |
| 2  | נְקַדְּמָ֣ה פָנָ֣יו בְּתוֹדָ֑ה בִּ֝זְמִר֗וֹת נָרִ֥יעַֽ לֽוֹ׃                            | Venid ante su presencia con acción de gracias, y cantadle con alegría con salmos.                                                       | προφθάσωμεν τὸ πρόσωπον αὐτοῦ ἐν ἐξομολογήσει καὶ ἐν ψαλμοῖς ἀλαλάξωμεν αὐτῷ.                                                           |
| 3  | כִּ֤י אֵ֣ל גָּד֣וֹל יְהֹוָ֑ה וּמֶ֥לֶךְ גָּ֝ד֗וֹל עַל־כׇּל־אֱלֹהִֽים׃                      | Porque el Señor es un Dios grande, y un gran Rey por encima de todos los dioses.                                                        | ὅτι Θεὸς μέγας Κύριος καὶ Βασιλεὺς μέγας ἐπὶ πᾶσαν τὴν γῆν·                                                                             |
| 4  | אֲשֶׁ֣ר בְּ֭יָדוֹ מֶחְקְרֵי־אָ֑רֶץ וְתוֹעֲפֹ֖ת הָרִ֣ים לֽוֹ׃                          | En su mano están los lugares profundos de la tierra; suya es también la fortaleza de los montes.                                        | ὅτι ἐν τῇ χειρὶ αὐτοῦ τὰ πέρατα τῆς γῆς, καὶ τὰ ὕψη τῶν ὀρέων αὐτοῦ εἰσιν·                                                              |
| 5  | אֲשֶׁר־ל֣וֹ הַ֭יָּם וְה֣וּא עָשָׂ֑הוּ וְ֝יַבֶּ֗שֶׁת יָדָ֥יו יָצָֽרוּ׃                       | El mar es suyo, y él lo hizo; y sus manos formaron la tierra seca.                                                                      | ὅτι αὐτοῦ ἐστιν ἡ θάλασσα, καὶ αὐτὸς ἐποίησεν αὐτήν, καὶ τὴν ξηρὰν αἱ χεῖρες αὐτοῦ ἔπλασαν.                                             |
| 6  | בֹּ֭אוּ נִשְׁתַּחֲוֶ֣ה וְנִכְרָ֑עָה נִ֝בְרְכָ֗ה לִֽפְנֵי־יְהֹוָ֥ה עֹשֵֽׂנוּ׃                     | Venid, adoremos y postrémonos; arrodillémonos ante el Señor, nuestro creador.                                                           | δεῦτε προσκυνήσωμεν καὶ προσπέσωμεν αὐτῷ καὶ κλαύσωμεν ἐναντίον Κυρίου, τοῦ ποιήσαντος ἡμᾶς·                                            |
| 7  | כִּ֘י ה֤וּא אֱלֹהֵ֗ינוּ וַאֲנַ֤חְנוּ עַ֣ם מַ֭רְעִיתוֹ וְצֹ֣אן יָד֑וֹ הַ֝יּ֗וֹם אִֽם־בְּקֹל֥וֹ תִשְׁמָֽעוּ׃ | Porque él es nuestro Dios, y nosotros somos el pueblo de su pastura, y las ovejas de su mano. Hoy, si oís su voz,                       | ὅτι αὐτός ἐστιν ὁ Θεὸς ἡμῶν, καὶ ἡμεῖς λαὸς νομῆς αὐτοῦ καὶ πρόβατα χειρὸς αὐτοῦ.                                                       |
| 8  | אַל־תַּקְשׁ֣וּ לְ֭בַבְכֶם כִּמְרִיבָ֑ה כְּי֥וֹם מַ֝סָּ֗ה בַּמִּדְבָּֽר׃                        | No endurezcáis vuestro corazón, como en la provocación, y como en el día de la tentación en el desierto:                                | σήμερον, ἐὰν τῆς φωνῆς αὐτοῦ ἀκούσητε, μὴ σκληρύνητε τὰς καρδίας ὑμῶν, ὡς ἐν τῷ παραπικρασμῷ κατὰ τὴν ἡμέραν τοῦ πειρασμοῦ ἐν τῇ ἐρήμῳ, |
| 9  | אֲשֶׁ֣ר נִ֭סּוּנִי אֲבֽוֹתֵיכֶ֑ם בְּ֝חָנ֗וּנִי גַּם־רָא֥וּ פׇעֳלִֽי׃                       | Cuando vuestros padres me tentaron, me probaron y vieron mi obra.                                                                       | οὗ ἐπείρασάν με οἱ πατέρες ὑμῶν, ἐδοκίμασάν με καὶ εἶδον τὰ ἔργα μου.                                                                   |
| 10 | אַרְבָּ֘עִ֤ים שָׁנָ֨ה ׀ אָ֘ק֤וּט בְּד֗וֹר וָאֹמַ֗ר עַ֤ם תֹּעֵ֣י לֵבָ֣ב הֵ֑ם וְ֝הֵ֗ם לֹא־יָדְע֥וּ דְרָכָֽי׃ | Cuarenta años llevé lamentándome de esta generación, y dije: Es un pueblo que se extravía en su corazón, y no han conocido mis caminos. | τεσσαράκοντα ἔτη προσώχθισα τῇ γενεᾷ ἐκείνῃ καὶ εἶπα· ἀεὶ πλανῶνται τῇ καρδίᾳ, αὐτοὶ δὲ οὐκ ἔγνωσαν τὰς ὁδούς μου,                      |
| 11 | אֲשֶׁר־נִשְׁבַּ֥עְתִּי בְאַפִּ֑י אִם־יְ֝בֹא֗וּן אֶל־מְנוּחָתִֽי׃                         | A quienes juré en mi ira que no entrarían en mi reposo.                                                                                 | ὡς ὤμοσα ἐν τῇ ὀργῇ μου· εἰ εἰσελεύσονται εἰς τὴν κατάπαυσίν μου.                                                                       |

## Comentarios

### De la Iglesia católica

#### A todo el salmo
El Salmo 95 recoge la proclamación de Dios como Rey del universo (cf. Sal 93) y como «nuestro Dios» (cf. Sal 94,23), y convierte esa doble afirmación en una invitación a la alabanza. La voz del Señor, más poderosa que las aguas, llama a su pueblo a reconocer su grandeza y a rendirle culto. El salmo comienza con una invitación a cantar y alegrarse en el Señor (vv. 1-2), porque es el Dios soberano sobre toda la creación (vv. 3-5). Luego, se renueva la invitación a adorarlo, esta vez como el Dios cercano que guía a su pueblo (vv. 6-7), y concluye con una seria advertencia: no cerrar el corazón a su voz (vv. 7d-11).
El cristiano reza este salmo reconociendo que pertenece al nuevo pueblo de Dios, la Iglesia. Al contemplar la majestad del Creador, también reconoce el señorío de Cristo, Pastor y guía de los suyos. Así, responde con fe y obediencia a su Palabra, recordando la exhortación del Padre en el Evangelio: «Escuchadle» (cf. Mt 17,5).

#### A los versículos 1-7
La doble invitación «Venid» de los versículos 1 y 6 da al salmo un tono que recuerda las peregrinaciones al templo, aunque el acento principal está en la adoración al Señor como Rey, algo válido en cualquier tiempo y lugar. Dios es Rey sobre todos los seres celestiales —«todos los dioses» (v. 3)— y sobre toda la creación. Su dominio se extiende desde las profundidades hasta las cumbres, desde el mar hasta la tierra firme. Además, es Rey de su pueblo, al que ha formado —«nuestro Hacedor»— y al que guía con ternura, como un pastor a su rebaño. Esta imagen refuerza la cercanía de Dios con los suyos. Cabe señalar que la Neovulgata coloca la última frase del versículo 7 al inicio del v. 8, marcando con claridad la transición de la alabanza a la exhortación a escuchar su voz.

#### A los versículos 8-11
El oráculo que aparece en la última parte del salmo es la voz del Señor que habla «hoy» (v. 7), es decir, en el presente de cada recitación, para que la alabanza no sea solo formal, sino auténtica. Esta advertencia recuerda la rebeldía del pueblo en el desierto (cf. Sal 78; Ex 17,7) y previene que quienes alaban a Dios caigan en la misma incredulidad (vv. 10-11; cf. Nm 14,30.34). Poner a prueba a Dios es desconfiar de Él, como si sus obras pasadas no bastaran para fiarse de su fidelidad. La expresión «me hastió» (v. 10) es una forma humana de hablar que indica rechazo por su actitud. El «descanso» (v. 11) es la tierra prometida, a la que no entró aquella generación.
La Carta a los Hebreos interpreta estos versículos como palabras del Espíritu Santo (cf. Hb 3,7). Como Dios sigue hablando de entrar en el descanso, significa que este no se limita a la tierra prometida, sino que apunta a un descanso más profundo: el sábado de la creación, figura del descanso eterno. Así, el salmo invita al creyente no solo a escuchar a Dios, sino a caminar con fe hacia la gloria definitiva.

Porque, si Josué les hubiera proporcionado el descanso, Él no habría hablado después sobre otro día. Queda por tanto reservado un tiempo de descanso para el pueblo de Dios. Porque quien entra en el descanso de Dios, descansa también él de sus trabajos, lo mismo que Dios de sus obras. Apresurémonos a entrar en ese descanso, a fin de que ninguno caiga en la misma clase de desobediencia.

En el peregrinar de nuestra vida hacia la patria celestial es necesario dejarnos guiar por el Señor, acudiendo a Él y escuchando constantemente su voz: 

Cuando emprendas alguna obra buena, lo primero que has de hacer es pedir constantemente a Dios que sea Él quien la lleve a término, y así nunca lo contristaremos con nuestras malas acciones, a Él, que se ha dignado contarnos en el número de sus hijos, ya que en todo tiempo debemos someternos a Él en el uso de los bienes que pone a nuestra disposición. (…) Y, abiertos nuestros ojos a la luz divina, escuchemos bien atentos la advertencia que nos hace cada día la voz de Dios: Si escucháis hoy su voz, no endurezcáis el corazón; y también: Quien tenga oídos oiga lo que dice el Espíritu a las Iglesias. ¿Y qué es lo que dice? Venid, hijos, escuchadme: os instruiré en el temor del Señor. Caminad mientras tenéis luz, antes que os sorprendan las tinieblas de la muerte. Ceñida, pues, nuestra cintura con la fe y la práctica de las buenas obras, avancemos por sus caminos, tomando por guía el Evangelio, para que alcancemos a ver a aquel que nos ha llamado a su reino. Porque, si queremos tener nuestra morada en las estancias de su reino, hemos de tener presente que para llegar allí hemos de caminar aprisa por el camino de las buenas obras.

## Usos

### Judaísmo
El Salmo 95 es el párrafo de apertura de Kabbalat Shabat en las comunidades asquenazí, jasídica y algunas sefardíes. Se recita en algunas comunidades en Shabat Hagadol.  Los tres primeros versículos se recitan en la mayoría de las comunidades al final del salmo del día para el Shir Shel Yom el miércoles, que es principalmente el salmo anterior: este es el único día de la semana en el que el cántico del día se compone de versículos de varios salmos, y la adición de estos versículos parece ser relativamente tardía. Algunas comunidades añaden estos versículos por su mensaje inspirador.

### Nuevo Testamento
Los versículos 7-11 del Salmo 95 se citan en Hebreos 3 KJV; Hebreos 4 KJV, 7.

### Cristianismo
En los salterios latinos utilizados por la liturgia romana, el salmo forma la invitatoria, que se canta o recita diariamente antes de maitines. Para facilitar la comprensión se le asigna a cada salmo un título en rojo (rúbrica) que no forma parte del salmo. El título del Salmo 95 es Invitación a la alabanza divina.
Puede cantarse como cántico en la liturgia anglicana y luterana de la Oración matutina, cuando se hace referencia a él por su íncipit como el Venite o «Venite exultemus Domino», a veces también Canto de triunfo.

## Ajustes musicales

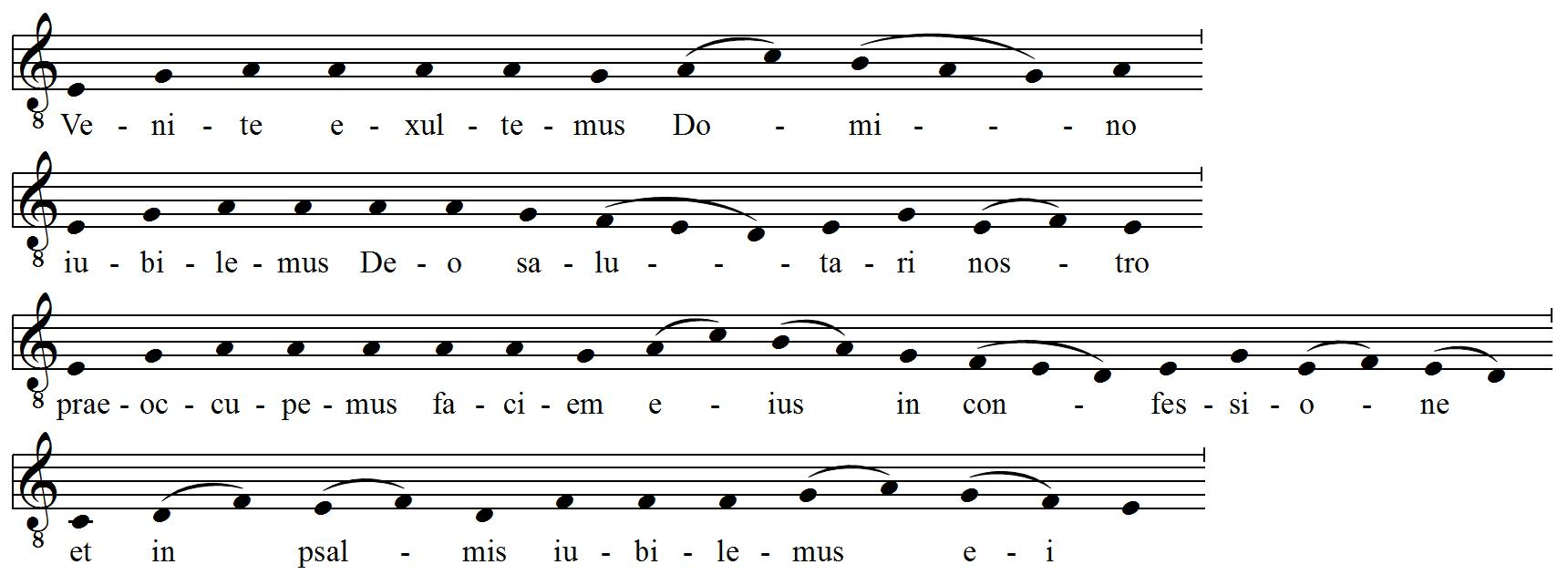
Invitatorio del cuarto tono (transcrito del antifonario de Worcester,)

El Venite se ha utilizado como invitatorio, el salmo de apertura de las liturgias diarias, tanto en la Iglesia católica como en la Iglesia anglicana. En los ritos católicos, solía iniciar los Nocturnos en la Liturgia de las Horas. Después de las reformas de la liturgia tras el Concilio Vaticano II, se colocó antes del Oficio de Lecturas o Laudes, lo que se dijera primero en un día litúrgico. En la Oración Matutina de la Iglesia Anglicana, el Venite solía abrir el servicio.
«Kommt herbei, singt dem Herrn» es un himno alemán de 1972, una paráfrasis del Salmo 95 de Diethard Zils con una melodía israelí.
William Byrd puso el Salmo 95 como Venite en su Gran Servicio de alrededor de 1600. Thomas Tallis contribuyó con una adaptación del salmo como uno de los nueve Melodías para el Salterio del Arzobispo Parker, una colección de 1567 de adaptaciones de salmos vernáculos en un salterio métrico compilado y publicado para Matthew Parker, arzobispo de Canterbury. Heinrich Schütz puso el salmo en una versión métrica en alemán como parte del Salterio Becker, publicado por primera vez en 1628, «Kommt herzu, laßt uns fröhlich sein», SWV 193. Jean-Joseph de Mondonville puso un gran motete «Venite, exultemus» en 1743.
Felix Mendelssohn escribió una adaptación del salmo en alemán, Kommt, laßt uns anbeten und knien von dem Herrn, Op. 46, para tres solistas, coro y orquesta en 1842.